# Uili Kolo'ofai
Pas d'image ? Cliquez ici

a Compétitions nationales et continentales officielles uniquement.

b Matchs officiels uniquement.
Dernière mise à jour le 18 octobre 2018.
Uili Kolo'ofai, né le 29 septembre 1982 à Auckland, est un joueur tongien de rugby à XV évoluant au poste de deuxième ligne.

## Biographie
Natif d'Auckland de parents d'origine tongienne, Uili Kolo'ofai fait ses débuts professionnels avec l'équipe d'Otago en NPC. Il part faire sa première expérience à l'étranger avec les Coca Cola Red Sparks basés à Fukuoka au Japon, avant de rejoindre l'Italie en 2010. Il joue une première saison avec le Crociati RFC puis le RC I Cavalieri Prato. En 2012, il vient en France pour jouer avec l'US Colomiers en Pro D2. Il est sélectionné pour la tournée de novembre 2013 avec l'équipe des Tonga.